# Plantago rigida
Plantago rigida là một loài thực vật có hoa trong họ Mã đề. Loài này được Kunth miêu tả khoa học đầu tiên năm 1818.

## Hình ảnh

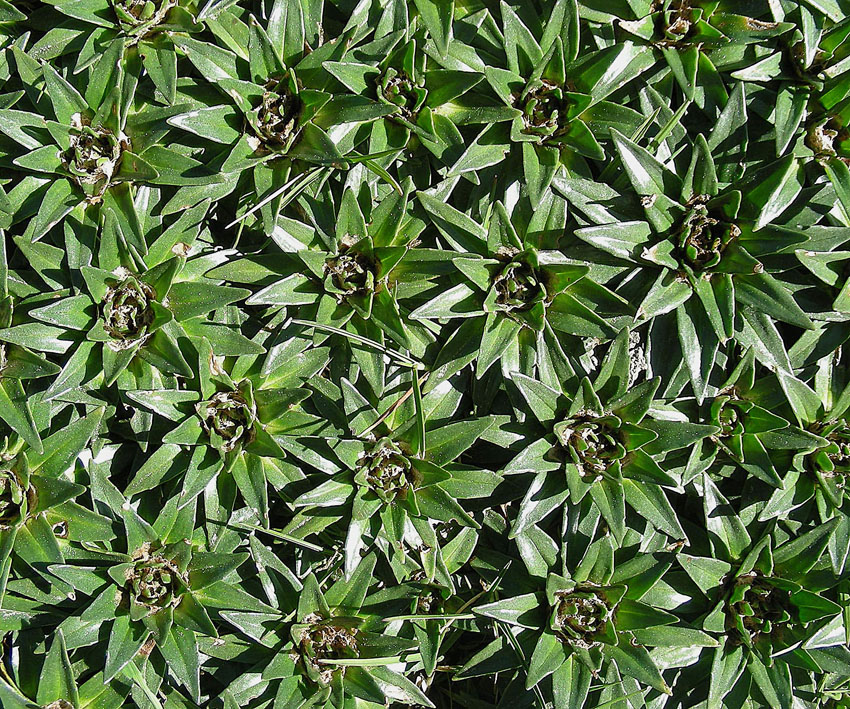